# Associação de Futebol do Zanzibar
A Associação de Futebol de Zanzibar (em inglês:  Zanzibar Football Association, ZFA) (em suaíli:  Chama cha Mpira wa Miguu Zanzibar) é o órgão dirigente do futebol do Zanzibar, responsável pela organização dos campeonatos disputados no arquipélago, bem como as partidas da Seleção Zanzibarita. Foi fundada em 1926 e é afiliada como membro associado da CAF desde 2004, porém, não integra a FIFA. Ela é membro pleno da CECAFA, desde 1973. O presidente atual da entidade é Ravia Idarous Faina.